# Франківський район
Франкі́вський райо́н — один з районів Львівської міськради, що охоплює територію центрально-південної частини міста Львова. Місцевості з яких складається район: На байках (також Новий Світ), Богданівка (частково), Кульпарків, Кастелівка, Вулька. Створений 15 квітня 1973 року як Радянський район міста Львова. У 90-ті роки минулого століття отримав свою теперішню назву. Постійне населення станом на 1 січня 2021 року становить 156 284 людей.
Найбільші вулиці: Степана Бандери, Героїв УПА, Кульпарківська, Стрийська, Володимира Великого, Наукова, Антоновича, Коновальця, Генерала Чупринки, Княгині Ольги. На території району наявні такі відомі навчальні заклади: Національний університет «Львівська політехніка» та Національний лісотехнічний університет, Палац спорту «Україна» (вул. Мельника), спорткомплекс «Локомотив» (вул. Федьковича), Аквапарк «Пляж» (вул. Княгині Ольги).
Адреса районної адміністрації: вул. Чупринки, 85, 79052.

## Назва
Франківський район Львова є одним з наймолодших у місті — як окрема адміністративна одиниця, він був створений 15 квітня 1973 року отримавши назву Радянський район міста Львова. Однак свою сучасну назву він отримав 3 лютого 1993 року, коли ВРУ своєю постановою затвердила його нову назву — Франківський район міста Львова.

## Населення
Хоча у Львові, як і в більшості великих міст, спостерігається скорочення населення, у Франківському районі є незначний позитивний приріст числа мешканців району, а впродовж восьми років демографічна ситуація покращилася майже на 10 тисяч мешканців
| Рік  | Кількість |
| ---- | --------- |
| 2015 | 151 100   |
| 2011 | 148 954   |
| 2010 | 148 625   |
| 2003 | 139 651   |

При цьому кількість новонароджених у районі є на стабільному рівні, а кількість померлих — поступово скорочується. Себто приріст населення відбувається внаслідок переїзду з інших районів Львова.
| Рік  | Народилися | Померли |
| ---- | ---------- | ------- |
| 2009 | 1304       |         |
| 2008 | 1330       | 1691    |
| 2007 | 1257       | 1663    |
| 2006 | 1344       | 1640    |
| 2005 | 1287       | 1766    |
| 2004 | 1360       |         |
| 2003 | 1260       |         |
| 2002 | 1334       |         |

У 2001 році у Франківському районі проживало 137 624 особи. Національний склад району був таким:
| Національність | Частка, % |
| -------------- | --------- |
| українці       | 84,9      |
| росіяни        | 11,4      |
| поляки         | 0,9       |
| білоруси       | 0,5       |
| євреї          | 0,3       |
| вірмени        | 0,1       |
| інші           | 0,6       |
| не вказали     | 1,3       |

Розподіл національностей Франківського району за рідною мовою:
| Національність | Усього, осіб | Частка, % | Рідна мова           | Рідна мова           | Рідна мова | Рідна мова | Рідна мова | Рідна мова |
| Національність | Усього, осіб | Частка, % | своєї національності | своєї національності | українська | українська | російська  | російська  |
| Національність | Усього, осіб | Частка, % | осіб                 | %                    | осіб       | %          | осіб       | %          |
| -------------- | ------------ | --------- | -------------------- | -------------------- | ---------- | ---------- | ---------- | ---------- |
| українці       | 116 843      | 84,9      | 114 285              | 97,8                 | -          | -          | 2 489      | 2,1        |
| росіяни        | 15 693       | 11,4      | 14 485               | 92,3                 | 1 197      | 7,6        | -          | -          |
| поляки         | 1 254        | 0,9       | 629                  | 50,2                 | 486        | 38,8       | 136        | 10,9       |
| білоруси       | 691          | 0,5       | 134                  | 19,4                 | 156        | 22,6       | 399        | 57,7       |
| євреї          | 433          | 0,3       | 19                   | 4,4                  | 102        | 23,6       | 311        | 71,8       |
| вірмени        | 179          | 0,1       | 61                   | 34,1                 | 42         | 23,5       | 75         | 41,9       |
| німці          | 78           | 0,1       | 16                   | 20,5                 | 29         | 37,2       | 33         | 42,3       |
| молдовани      | 75           | 0,1       | 28                   | 37,3                 | 26         | 34,7       | 21         | 28,0       |
| татари         | 71           | 0,1       | 14                   | 19,7                 | 4          | 5,6        | 53         | 74,7       |
| грузини        | 61           | 0,0       | 22                   | 36,1                 | 12         | 19,7       | 27         | 44,3       |
| азербайджанці  | 57           | 0,0       | 37                   | 64,9                 | 10         | 17,5       | 10         | 17,5       |
| інші           | 427          | 0,3       | 137                  | 32,1                 | 102        | 23,9       | 170        | 39,8       |
| не вказали     | 1 762        | 1,3       | -                    | -                    | 9          | 0,5        | 1          | 0,1        |

## Історія

### Перші поселення
Території сучасного Франківського району Львова відносно пізно ввійшли до складу міста. Раніше вони були або взагалі незаселені, або ж тут були села, які згодом були приєднані до Львова. Дільниці, які розташовані між центром та залізницею були забудовані у другій половині XIX століття та у міжвоєнний період, а території від вулиці Володимира Великого та до межі міста — у другій половині XX століття. Зокрема ще у XV столітті на території сучасної обласної психіатричної лікарні розташовувався ліс. Перша згадка про приміське поселення Кульпарків датується 1426 роком. XYI століттям датується і перша згадка про село «На байках» — згодом воно дало свою назву однойменній дільниці Львова, яка постала на їх місці (сучасна вулиця Київська та прилеглі до неї).

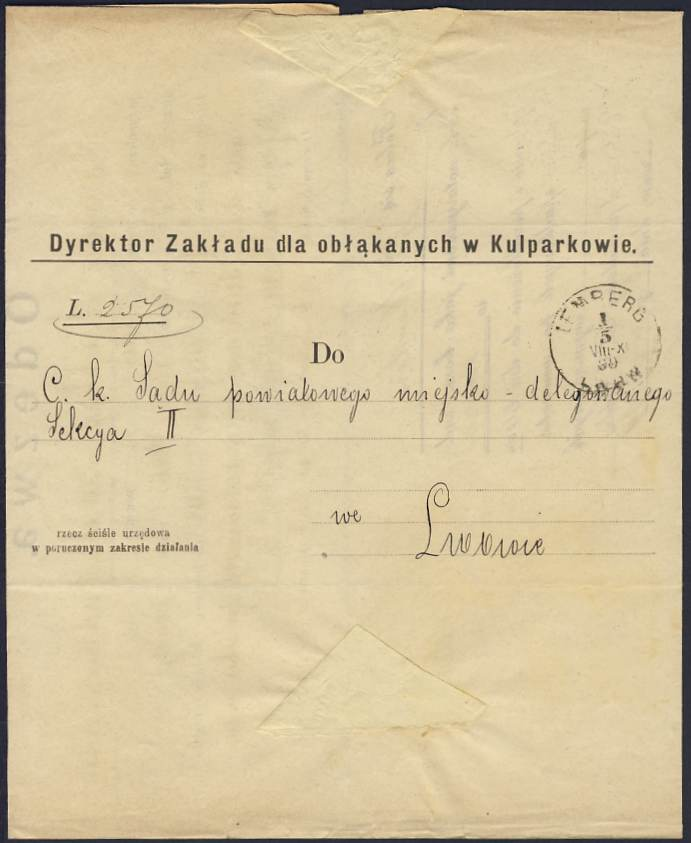
Документ, датований 1899 роком. Згадуються назви Kulparków, Lwów та Lemberg

Щоправда, саме село Кульпарків було невеликим — у 1570 році воно налічувало 12 господарств, однак тут був також млин та цегельний завод. У XVII столітті над Вулецьким потоком, притокою Полтви було закладено село Вулька — воно було розташоване в районі сучасної вулиці Сахарова, де наявні Вулецькі пагорби. У середині XVIII століття, а точніше у 1750 році у планах міста була вказана безіменна дорога, якою проходила межа між Галицьким та Краківським передмістям — сучасна вулиця Бандери. Функцію межі, однак уже між Франківським та Галицьким районами Львова ця вулиця виконує і тепер.

### Початок урбаністичного освоєння
Саме звідси у 1840 році почалось урбаністичне освоєння цієї території, щоправда першою назвою нової вулиці Львова був Новий Світ. Утім, більш бурхливо ця територія почала розвиватися трохи згодом. У 1861 році, після будівництва залізниці Львів — Перемишль у місцевості Богданівка було збудовано найбільший у Львові хлібзавод «Меркурій» (сучасний хлібзавод N1). У 1870—1875 році на території колишнього села Кульпарків збудовано психіатричну клініку.
Нова територія освоювалась комплексно, зокрема на перетині сучасних вулиць Бандери та Чупринки було збудовано школу святої Магдалени, яка мала неофіційну назву «Магдуся» — зараз у цьому приміщенні є одразу дві львівські школи — N3 з українською мовою викладання та N10 імені св. Марії Магдалини з польською.

### Іван Левинськийта забудоваКастелівки
Однак, особливо долучилися до розвитку цієї нової частини Львова видатні українські архітектори Іван Левинський та Юліан Захаревич. У 1885 році будівельна фірма Івана Левинського розпочала освоєння цих ділянок, надавши їм назву Кастелівка — тепер цю назву має вулиця, яка розташована паралельно із сучасною вулицею Сахарова. На початку XX століття будівельна фірма Івана Левинського звела тут 50 комфортабельних будинків. Не випадково, що вже за часів незалежності одній з вулиць у цьому районі Львова, яка розташована між вулицями Котляревського та Генерала Чупринки присвоїли ім'я Івана Левинського, а розташована поруч із нею невелика вулиця отримала ім'я Юліана Захарієвича.
На початку 1890-x років Іван Левинський за невелику ціну придбав величезний шмат землі, а коли почав його забудовувати модерними будівлями, ціни на нерухомість у цій частині Львова швидко пішли вгору, Кастелівка стала однією з найпрестижніших частин міста.
Утім, нова частина Львова забудовувалась не лише престижними будинками. У 1890 році на початку сучасної вулиці Степана Бандери було збудовано управління та казарми міської поліції — вже у 1919 році вони перетворились на сумнозвісну тюрму на Лонцького, де політичних в'язнів утримувала спершу польська, потім радянська, німецька та знову радянська влади.
Однією з перших культових споруд, які з'явилися в цій частині міста стала Церква святого Климентія папи, яку було споруджено у 1893–1895 роках.

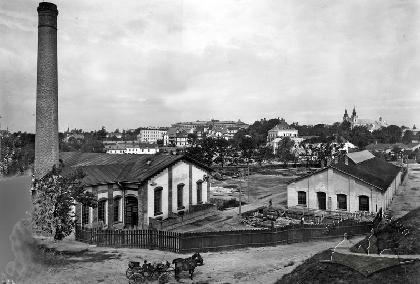
Вигляд на електростанцію та трамвайне депо (1894)

Оскільки новий район користувався чималою популярністю серед жителів Львова, саме тут з'явилася одна з перших у місті трамвайних ліній. Для того, щоб забезпечити роботу нового виду транспорту, на Вульці було збудоване трамвайне депо, а за допомогою фірми «Siemens & Halske» поруч із депо була зведена перша у місті електростанція потужністю 400 кінських сил, тобто сучасних 300 кВт.
Але якщо спочатку трамвайна лінія пролягала лише вулицею Сапєги (нині Бандери), то вже у січні 1907 року трамвайне сполучення з'єднало центр міста із вулицею Крижовою (Генерала Чупринки) та 29 листопада (Коновальця) — зараз за цим маршрутом ходить трамвай N2.
Території сучасного Франківського району пов'язані з біографією як видатних українців, так і поляків. Зокрема у 1896–1902 році у будинку 14 на вулиці Крижовій (генерала Чупринки) проживав видатний український поет Іван Якович Франко, а у будинку N6 на вулиці Героїв Майдану у 1908–1914 роках був штаб Юзефа Пілсудського. Також територія сучасного Франківського району зіграла значну роль у розвиткові львівського футболу в міжвоєнний період. На місці нинішньої військової частини (за радянських часів — 7-й мотострілецький Прикарпатський полк, тепер 80-та аеромобільна бригада) у міжвоєнний час було два стадіони: футбольного клубу «Поґонь», який був чемпіоном Польщі, та ТЗР — Товариства рухомих забав.
Також ці території на околиці Львова швидко почали перетворюватися на центр вищої освіти, зокрема військової — у 1899 році на вулиці Парковій було створено Кадетський корпус, який готував молодших офіцерів для австро-угорської армії. Згодом навчальний заклад працював для потреб міжвоєнного війська польського, радянської армії, і врешті, армії незалежної України. При цьому, упродовж років у ньому мінялись як спеціальності, за якими велась підготовка, так і назва навчального закладу — тепер це Академія сухопутних військ імені гетьмана Петра Сагайдачного. У 1874 році на сучасній вулиці Генерала Чупринки виник іще один осередок вищої освіти — Лісотехнічна школа, сучасний Національний лісотехнічний університет України.

### Міжвоєнна забудова
У міжвоєнні роки продовжується забудова престижними будинками, зокрема у 1930 році до Львова було приєднано село Кульпарків, також у 30-ті роки було ліквідовано Городоцький цвинтар (тепер його територію частково займає Привокзальний ринок).
У липні 1941 року на Вулецьких пагорбах відбулась одна з найтрагічніших подій в історії німецької окупації Львова — тут було розстріляно кілька десятків професорів Львівських вищих навчальних закладів, найбільше серед них виявилося викладачів Львівської політехніки. Серед тих, хто був знищений на Вулецьких пагорбах виявився і колишній прем'єр-міністр міжвоєнної Польщі, а на той момент професор Львівської політехніки 59-річний Казимир Бартель

### Забудова радянських часів
Після завершення Другої світової війни якоїсь особливої цікавості до цієї частини Львова радянська влада не виявляла, тож активної житлової забудови тут не велось, так само цю частину Львова, за окремими винятками, оминула індустріалізація — як підсумок — за радянських часів тут не було значного промислового будівництва, за окремими винятками. Одним з таких винятків став зведений у 1945 році на вулиці Стрийській завод «Львівприлад», і лише у 1954 році на вулиці Тургенєва (нині Героїв УПА) з'явилося ВО «Кінескоп» (наприкінці 1990-х років припинив існування, а на його місці розташувались численні бізнес-центри та офіси), а поряд з ним: Львівський завод телеграфної апаратури. У 1956 році з'явилось і ВО «Термоприлад».
Натомість на околиці Львова один за одним з'являлися парки. Зокрема у 1950-х роках між вулицею Чупринки, Гіпсовою та залізничною колією був закладений Кульпарківський сквер (перша назва — сквер Геологів). У 1954 році було закладено Ботанічний сад Львівського лісотехнічного університету, а у 60-роки XX століття було закладено одразу два парки: Боднарівку, який тоді отримав назву «Парк 50-річчя Жовтня» та Піскові Озера (радянська назва — Алтайські озера). Останній парк було облаштовано на місці колишніх піщаних кар'єрів, звідки й походить назва. Тоді ж на території парку утворились і два озерця, які згодом стали одним з улюблених місць відпочинку львів'ян.
Також у 50-х роках минулого століття на початку вулиці Кульпарківської відкрився кардіологічний центр. У 1952 році у Львові починається тролейбусний рух і в трамвайному депо на вулиці Городоцькій з'являється перше в місті тролейбусне депо. Утім, перша тролейбусна лінія у Франківському районі пролягла його межею — вулицею Стрийською, з'єднавши Львівський автобусний завод із центром міста.
У 1961–1962 роках на стадіоні «Сільмаш» виступала однойменна футбольна команда — саме на її базі було створено найпопулярніший львівський футбольний клуб «Карпати».

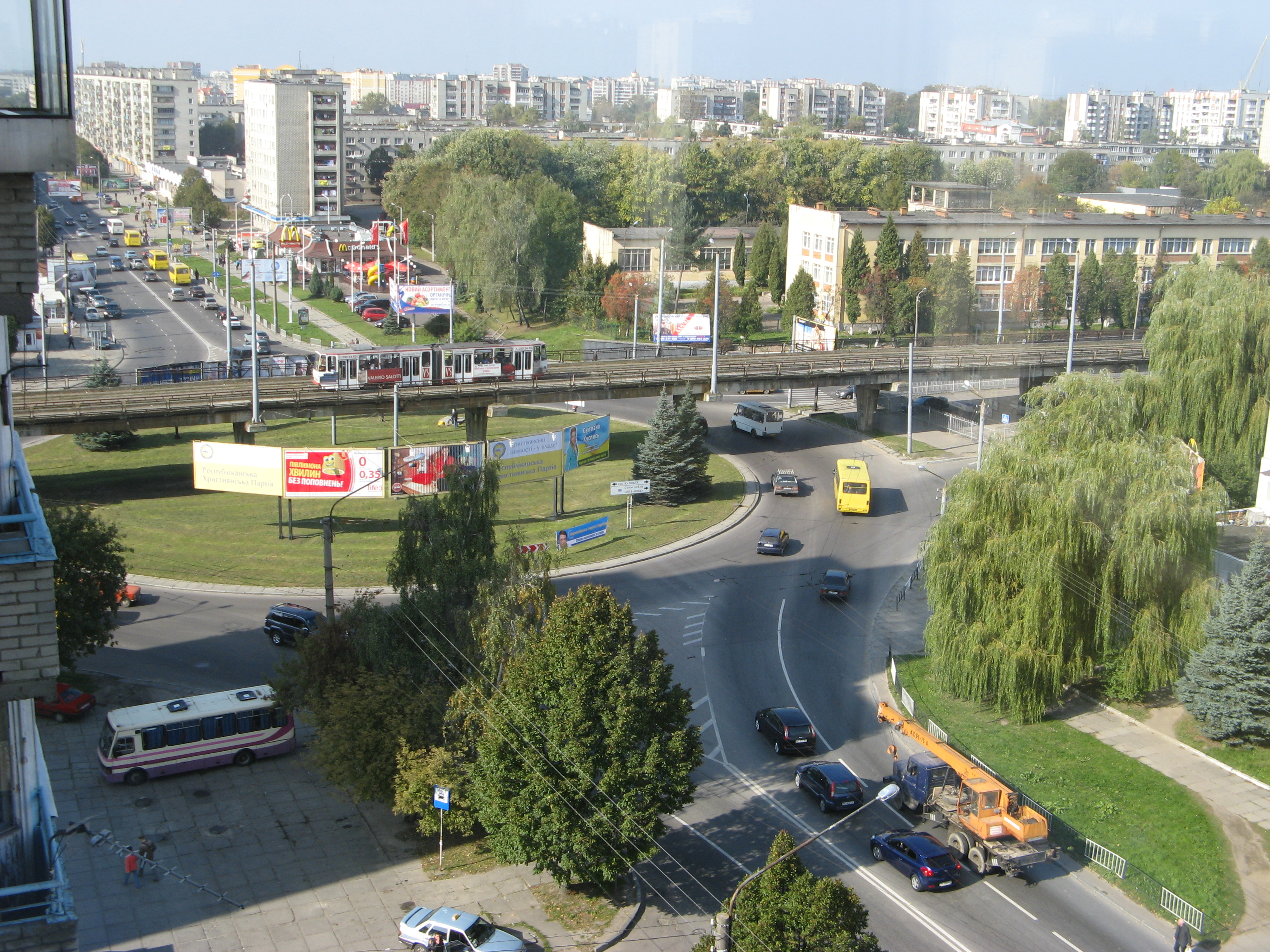
Транспортна розв'язка на перехресті вул. Володимира Великого і вул. Княгині Ольги

Однак по справжньому активне освоєння території Франківського району розпочалося лише у 1960—70-ті роки, коли вздовж вулиці Артема (нині Володимира Великого) було розбудовано комплекс п'яти- і дев'ятиповерхових житлових будівель, а на перехресті з вул. Стрийською — будівлю видавництва «Вільна Україна». У 1966 році на сучасній вулиці Тролейбусній з'явилося ще одне комунальне підприємство, яке визначає розвиток всього міста — Львівелектротранс.
Задля розвитку нового мікрорайону знищувалися старі цвинтарі, зокрема у 1970-х роках був ліквідований Кульпарківський цвинтар. Водночас, у 70-х роках XX століття продовжилось озеленення цієї частини Львова — поруч із вулицею Артема (нині Володимира Великого) було закладено парк «Горіховий гай». Примітною будівлею 80-х років минулого століття став збудований на розі вулиць Володимира Великого та Княгині Ольги ЦУМ «Львів», який в народі отримав назву «Новий ЦУМ» (Старий ЦУМ — ТЦ «Магнус»).
У 1980-х роках продовжилася забудова вулиць Наукової та Княгині Ольги — останню розширили для трамвайної колії, яка з'єднала цей район з центром міста. Трамвайну колію через Наукову мали продовжити до вулиці Трускавецької, задля цього розпочали будівництво моста, однак його так і не вдалось завершити — зараз там розташована автостоянка. Також у 1980 році частину вулиці Наукової та сучасної Симоненка з'єднали з центром за допомогою тролейбусної лінії. У 2012 році тролейбусну лінію по вулиці Науковій продовжили до вулиці Підстригача, згодом — до вул. Стрийської.

### У роки Незалежності України
У 90-х роках активна розбудова району вулиць Володимира Великого—Наукової фактично припинилася, єдина значна новобудова тих часів — греко-католицький храм свв. Володимира та Ольги на вулиці Василя Симоненка. Її будівництво розпочалося 12 серпня 1990 року, коли було освячено камінь під новобудову каплички. Власне, саму церкву розпочали будувати у вересні 1991 року. Відкриття та освячення храму відбулося 22 грудня 1996 року, а значні роботи з будівництва капличок, допоміжних приміщень, розпису храму тощо, завершилися в 2011 році.
І вже у 2000-х роках на вулиці Науковій виникли торговельні центри — розташовані поруч супермаркети «Арсен», «ВАМ» та низка інших.

## Основні вулиці та місцевості
Умовно, Франківський район можна поділити на дві частини. Перша, стара частина тягнеться від вулиці Бандери до залізничної колії, тут переважає забудова кінця XIX та довоєнна забудова, престижна малоповерхова, котеджна забудова. 

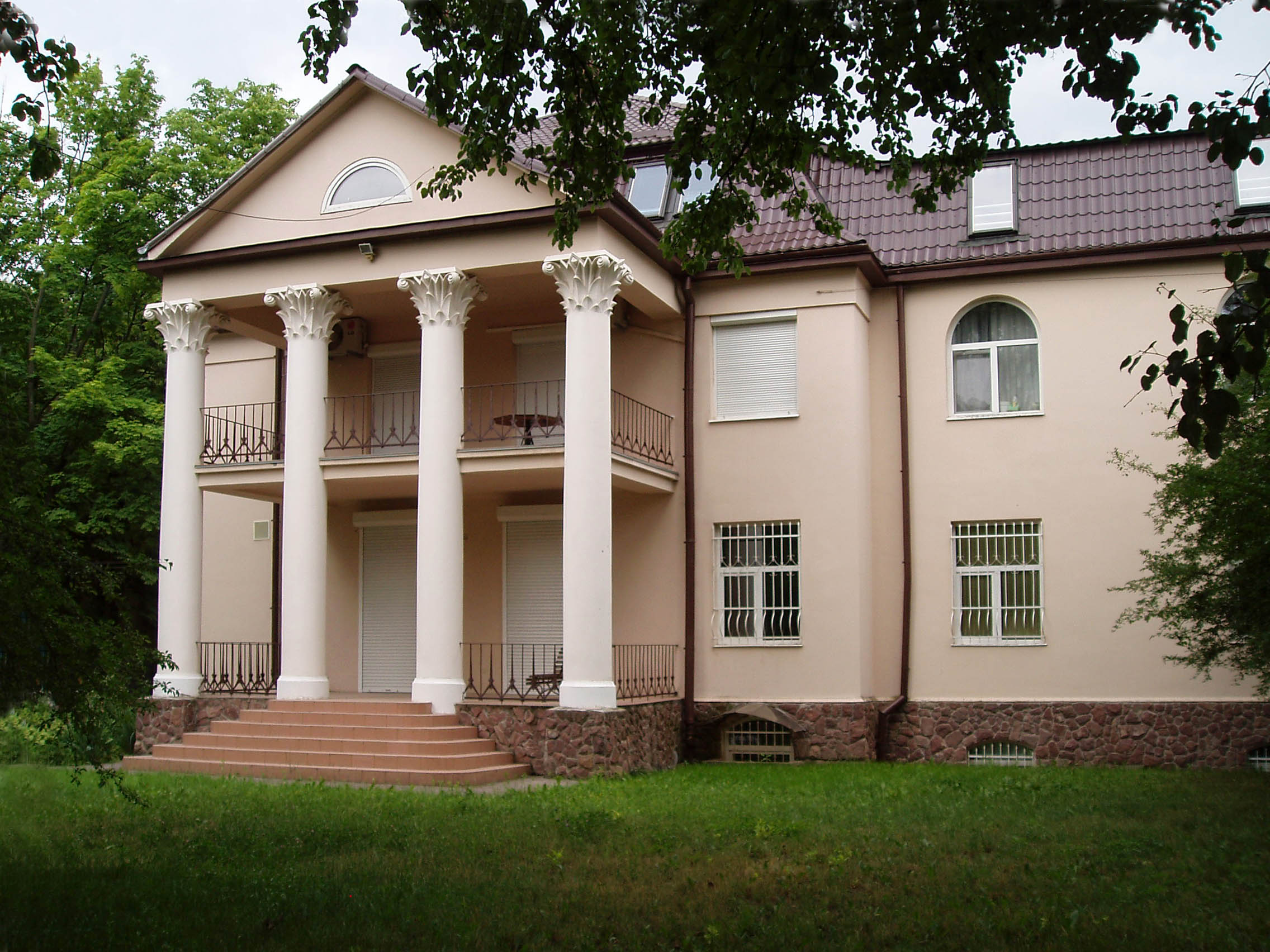
вулиця Коновальця, 78 (1925) за проектом Яна Новорити.

Основними вулицями в цій частині є: Героїв УПА, Антоновича, Сахарова, Кульпарківська.
Друга частина Франківського району обмежена чотирикутником вулиць Володимира Великого—Кульпарківської—Наукової—Стрийської, який перетинається вулицею Княгині Ольги. Тут переважає багатоповерхова забудова — «хрущовки», а також будинки в стилі конструктивізму 70-90-х років минулого століття. В обидвох частинах району наявні вкраплення найновішої забудови 2000-х та 2010-х років.

## Пам'ятники, пам'ятні місця

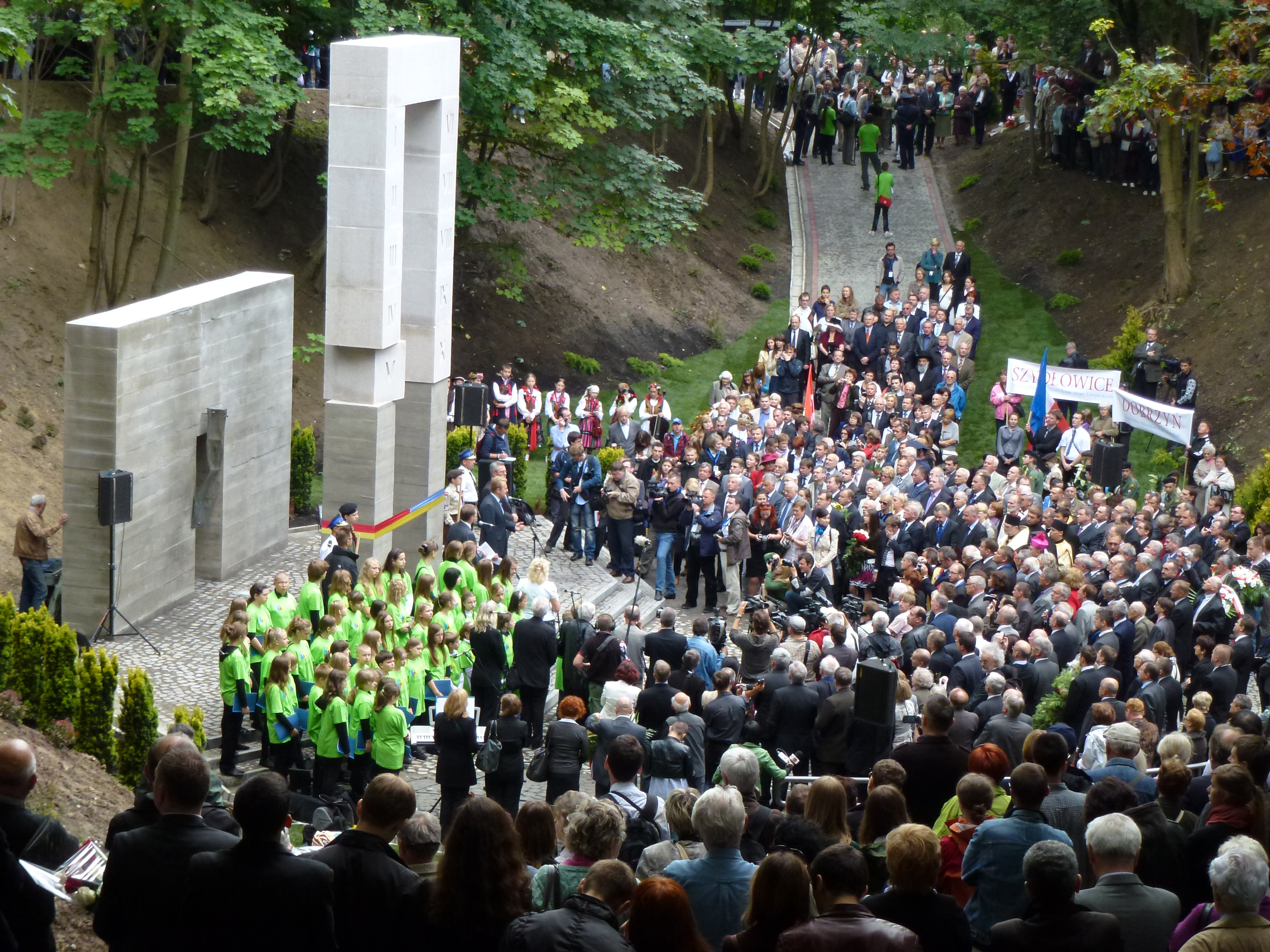
Відкриття нового монумента, 2011 рік

У Франківському районі Львова не має значної кількості пам'ятників. Одним з найвідоміших пам'ятників, які тут розташовані — відкритий 3 липня 2011 року в Студентському парку, пам'ятник знищеним львівським професорам, який вшановує пам'ять викладачів львівських вишів, що були на цьому місці, Вулецьких пагорбах, знищені нацистами у перші дні війни. У ніч з 3 на 4 липня 1941 року тут було розстріляно 45 польських учених і викладачів. Спершу пам'ять професорів була вшанована тільки хрестом, встановленим на місці вбивства, однак у 2011 році завдяки зусиллям «Львівської політехніки» та мерій Львова та Вроцлава постав монумент.

## Культові споруди

### УГКЦ

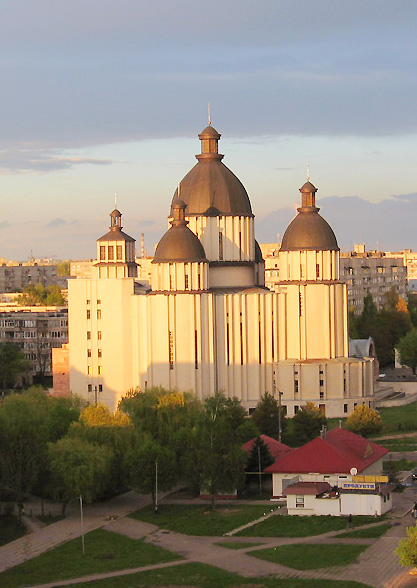
Церква свв. Володимира і Ольги, вул. Симоненка

Поза сумнівом найбільшим храмом у Франківському районі є греко-католицький Собор святих Володимира та Ольги на вулиці Симоненка. Камінь на місці майбутнього храму було закладено 12 серпня 1990 року, восени того ж року була зведена каплиця, а будівництво храму розпочалось у вересні 1991 року. Його зведено за проектом Мирона Вендзиловича. Хоча 22 грудня 1996 року відбулось освячення храму, значні будівельні роботи й упорядкування в ньому тривали аж до 2011 року. При храмі діє каплиця Святого Великомученика Пантелеймона, бібліотека, ряд мирянських організацій, гуртки та численні спільноти, зокрема тут проводять свої зібрання групи Анонімних Алкоголіків(АА)та Анонімних Наркоманів(АН), Центр християнської родини.
Також на території храму збудовано адміністративно-господарський будиночок. Тут розміщені: адміністративні приміщення, майстерня і трапезна для неповносправних, приміщення для гурткової роботи, християнське кафе, книгарня тощо. До свята Богоявлення Господнього у 2010 році на території храму було збудовано каплицю Водосвяття за спеціальним проектом із чашею всередині для освячення води та багатьма краниками.
На вулиці Володимира Великого 10-а є ще один греко-католицький храм — Вознесіння Господнього
Церква святого Климентія Папи на вулиці Чупринки,70 розташована у приміщенні комплексу монастиря кармеліток босих, спорудження якого розпочалось 5 вересня 1893 року на Кастелівці. Автором проекту храму був Ф. Штатц, який працював у Кельні, а пристосовував проект до особливостей ділянки видатний український архітектор Іван Левинський. Храм потерпів під час польсько-української війни 1918—1919 рр. — було пошкоджено його дах. У міжвоєнні роки його було не лише відремонтовано, а й продовжувалися роботи з перебудови та впорядкування храму і його території. 25 червня 1939 року Львівський архієпископ Болеслав Твардовський провів коронацію ікони Матері Божої Неустанної Помочі єпископськими золотими коронами.
У вересні 1939 р. під час нальоту німецької авіації був знищений шпиль вежі костелу. Хоча більшовицька влада не ліквідувала монастир цілком, сестрам залишили лише кілька келій, а більшу частину кляштору перетворили на будівлю для бездомних та старців, що призвело до значної руйнації приміщень.
Відповідно до заповіту архієпископа Б. Твардовського, після його смерті 22 листопада 1944 р. урну з його серцем вмуровано до стіни вівтаря костелу.
На початку 1946 р. було прийнято рішення про виїзд сестер-кармеліток до Польщі. 13 травня того ж року відправили останню Службу Божу, і черниці виїхали до Перемишля, а потім до Каліша, де збудували новий монастир. З собою сестри забрали чудотворну ікону, частину скульптур, літургічні шати, начиння та урну з серцем архієпископа. Декілька скульптур передали львівському костелу св. Антонія.
Після від'їзду монахинь, приміщення монастиря та костелу зайняла частина внутрішніх військ НКВС, а у 60-х роках минулого століття — телефонна станція. При цьому було понищено та перебудовано внутрішні приміщення церкви. І лише в роки незалежності України «Укртелеком» передав частину приміщень УГКЦ, де зараз і розташовано храм святого Климентія Папи Римського.
На вулиці Залізняка, 11 перебуває ще один греко-католицький храм — святого Йосифа обручника, який обслуговує Згромадження сестер святого Вікентія УГКЦ. Цю ділянку у 1906 році придбали отці-єзуїти. У 1914 році вони отримали дозвіл на спорудження каплиці, однак її спорудження завершилось лише у 1927 році. Під час війни її було пошкоджено, а 21 липня 1949 року було передано Львівському лісотехнічному інституту. Тут розмістився навчальний корпус актовий зал, а на місці пошкодженої каплиці — танцювальний зал. У 1991 році розпочався процес повернення каплиці та всіх її будівель церкві — тут оселилися сестри-монахині, однак лише у 1995 році Український державний лісотехнічний університет повністю звільнив святиню.
На вулиці Науковій 23/4 у 2016 році збудовано храм Воздвиження Чесного і Животворящого Хреста. Ще один греко-католицький храм Різдва св. Івана Хрестителя будується на вулиці Л. Кобилиці, 31. При обласній психіатричній лікарні, що на вулиці Кульпарківській діє каплиця святого Йосифа, якою опікується отець-емерит Іван Курач.
На території Академії сухопутних військ на вулиці Героїв Майдану, 32 при центрі військового капеланства діє храм святого архістратига Михаїла. Будівництво військового храму було ініційоване ще у 1934 році. У 1936–1937 роках вдалося збудувати каплицю, однак після війни тут розмістилися лекційні кімнати. Військовий храм відродився лише за часів незалежності України. Оскільки приміщення каплиці на той момент було повністю перебудоване, то священикам віддали приміщення колишнього австрійського військового клубу. Перше Богослужіння тут було проведене у 2000 році. 20 листопада 2005 року був освячений відновлений військовий храм.
Також у Франківському районі поруч зі студентськими гуртожитками НУ Львівська політехніка є храм Блаженного священномученика Олексія Зарицького, яким опікується центр студентського капеланства. А на вулиці Природній (поруч із Національним лісотехнічним університетом) розташований іще один студентський храм святого Володимира.

### УПЦ КП
Українська православна церква Київського патріархату представлена на території Франківського району двома однойменними храмами Стрітення Господнього на вулиці Княгині Ольги, 5-а та Володимира Великого, 93. Перший із них цікавий тим, що хоча це сучасний храм, однак він є дерев'яним.

### УАПЦ
На території парку Боднарівка (перехрестя вулиць Наукової та Стрийської) розташована церква великомучеників Бориса і Гліба, яка належить до Львівської єпархії УАПЦ.

### УПЦ МП
Свято-Троїцький храм на вулиці Антоновича належить до Львівської єпархії УПЦ МП. Сама громада була зареєстрована ще наприкінці 90-х років минулого століття, однак лише у листопаді 2003 року їй вдалося придбати одне з приміщень збанкрутілого заводу «Кінескоп» — саме на цьому місці почалося будівництво храму. Територію колишнього цеху розчистили від сміття і на його місці звели невеликий храм. Окрім того при храмі діє недільна школа в якій навчається до 60 дітей. Богослужіння в храмі ведуться церковнослов'янською мовою. На дзвіниці храму встановлено 8 дзвонів.

### Цвинтарі

Городоцький цвинтар

На території Франківського району немає чинних або закритих цвинтарів, водночас на території району було декілька кладовищ, які не дійшли до нашого часу. Зокрема, поруч із Львівською обласною психіатричною лікарнею, де зараз проходить вул. Володимира Великого, було лікарняне кладовище. Наприкінці 70-х років у зв'язку з міською забудовою це кладовище ліквідовано, а останки захоронень були перенесені рідними на інші міські кладовища. Колишнього в 1925–1927 рр. директора закладу, Романа Загульського, лікарня перепоховала на Личаківському кладовищі.
На вулиці Городоцькій нині є Привокзальний ринок, який частково займає територію, ліквідованого польською владою в 1930-ті роки, Городоцького цвинтаря.
Крім цього, на вулиці Стрийській, колись був Стрийський цвинтар, знищений у 70-х роках під час спорудження Монументу бойової слави радянських Збройних сил.

## Театри, кінотеатри, палаци культури
У парку «Горіховий гай», за адресою вулиця Володимира Великого, 14-а розташований кінотеатр «Сокіл» — за радянських часів він називався «Орлёнок» (укр. Орлятко).

## Стадіони
На території Франківського району є чимало стадіонів та спортивних споруд. Серед них, розташований за адресою вулиця Городоцька, 207 або Сулими, 1 стадіон «Сільмаш», який був облаштований ще у міжвоєнні роки на ньому грала польська команда RKS(укр. Робітничий Клуб Спортовий), а у післявоєнні роки футбольний клуб «Сільмаш». Після того, як клуб переміг у чемпіонаті та кубку області, він здобув право грати у класі «Б» чемпіонату Радянського Союзу. Дещо згодом на базі цього клубу було створено ФК «Карпати». Від своїх попередників львівські «Карпати» успадкували смугасту біло-зелену форму.
На стадіоні «Динамо», що на вулиці Володимира Янева (бічна вулиця на початку вул.. Володимира Великого), СТ «Динамо» проводить змагання з офіцерського триборства, кульової стрільби, міні-футболу, легкої атлетики та гирьового спорту. На базі спортивного комплексу «Динамо» розміщені: — сучасний тризальний комплекс (важка атлетика, боротьба, лучний тир); — міні-футбольний майданчик зі штучним покриттям; — 15 тенісних кортів; — футбольне поле з л/а доріжками; — лукове стрільбище.
На території Франківського району є Львівське державне училище фізичної культури, яке має власну спортивну базу.
Власні стадіони також мають інші вищі навчальні заклади, які розташовані на території Франківського району — Академія сухопутних військ імені гетьмана Петра Сагайдачного, Національний лісотехнічний університет. Окрім того на вулиці Мельника розташований стадіон «Спартак» та ПС «Україна».

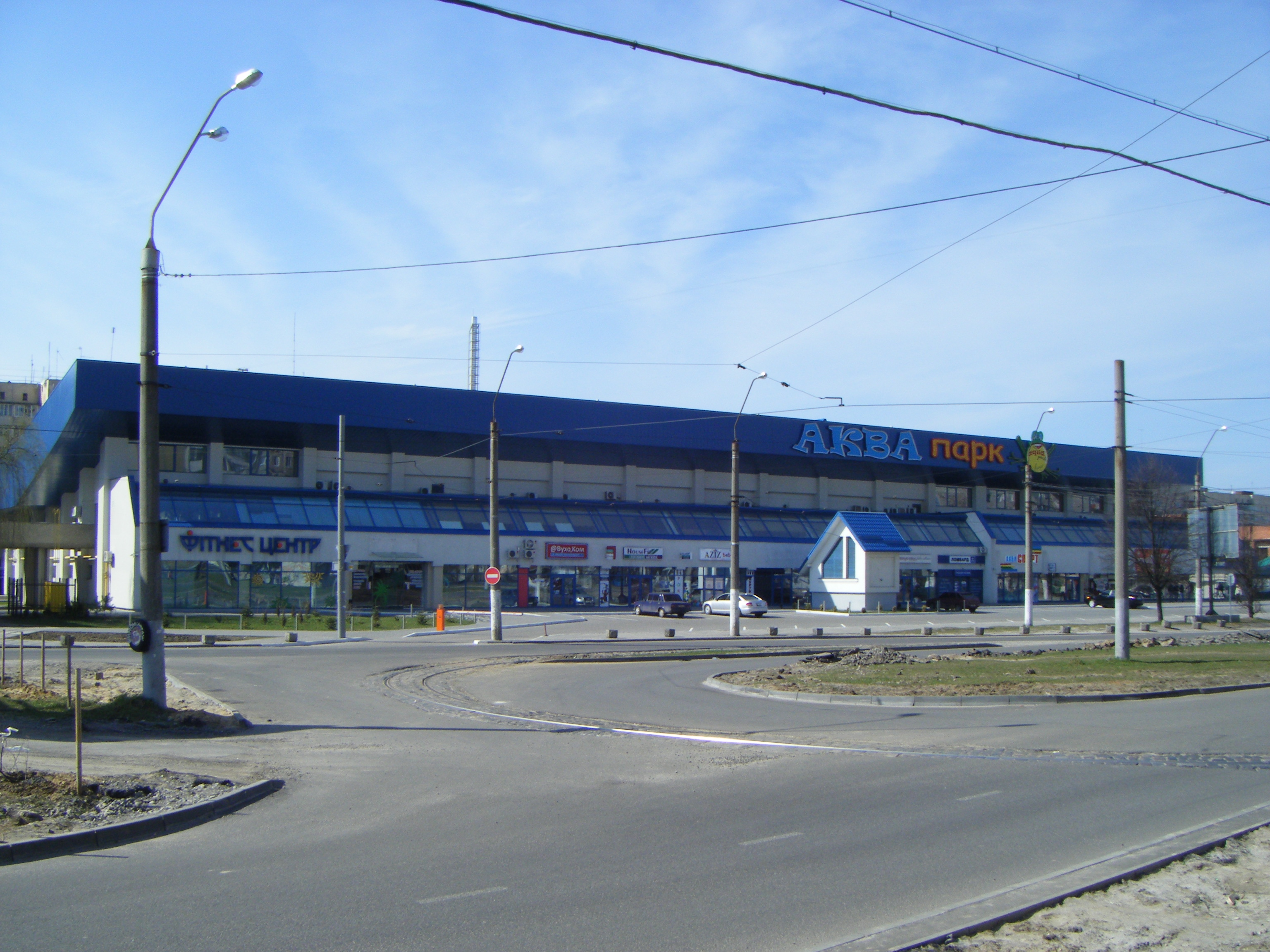
Львівський аквапарк «Пляж»

Одна з найбільших спортивних споруд не лише в районі, а й у всьому Львові — комплекс водних видів спорту «Аквапарк» був збудований у червні 1985 року. У комплексі розмістився 50-метровий спортивний басейн, в якому тренувалися стрибуни у воду, групи синхронного плавання, плавці СК «Динамо», «Трудові Резерви», «Авангард», «Локомотив». У 2002 році комплекс перейшов на нову форму власності — Закрите акціонерне товариство. Після реконструктивних та будівельних робіт у серпні 2008 року відбулося відкриття одного з найбільших критих аквапарків України.
Аквапарк «ПЛЯЖ» — це перший у Львові комплекс, який поєднує в собі розважальний, спортивний та оздоровчий відпочинок. Загальна площа цього комплексу становить 13,5 тис. м², з них 8,5 тис. м² займає сам аквапарк та фітнес-центр.

## Навчальні заклади
На території Франківського району Львова розташовано низку вищих навчальних закладів як державної, так і приватної форми власності. Окрім того тут є чимало середніх спеціалізованих професійних закладів, розвинута мережа середніх загальноосвітніх шкіл.
Один з основних навчальних закладів Львова, який розташований у Франківському районі Львова — Академія сухопутних військ імені Петра Сагайдачного. Навчальний заклад було засновано ще у 1899 році як школа кадетів піхоти, відтоді він готував офіцерські кадри для австро-угорської, польської, радянської та української армії. Навчальний заклад протягом своєї історії неодноразово міняв свою військову спеціалізацію та назву. Деякий час він перебував у складі НУ «Львівська політехніка», однак з 1 вересня 2009 року знову став самостійним навчальним закладом.

Головний навчальний корпус Національного лісотехнічного університету

Національний лісотехнічний університет України було засновано у 1874 році, зараз у ньому навчається близько 7000 студентів. Університет включає 6 факультетів та 32 кафедри.
Окрім того, на території Франківського району розташовані гуртожитки Національного університету «Львівська політехніка», навчальні корпуси Львівського державного інституту новітніх технологій та управління імені В'ячеслава Чорновола, Львівський інститут менеджменту, Львівський медичний інститут, Львівський університет бізнесу та права, львівська філія Державного університету інформаційно-комунікаційних технологій.

## Медицина
Як і інші райони міста Львова, Франківський має добре розвинуту як медичну, так і аптекову мережу. Що ж до медичних установ, то в районі є як медичні заклади загальноміського і навіть загально обласного значення, так і поліклініки та амбулаторії сімейної медицини, які розраховані на надання медичної допомоги винятково мешканцям району чи конкретного мікрорайону.
На вулиці Чупринки, 45 розташовані корпуси 5-ї комунальної міської клінічної лікарні, яка надає медичну допомогу 160 тисячам мешканців Франківського а також частини Галицького та Залізничного районів. У ній є 430 ліжок та функціонує 7 стаціонарних відділень: терапевтичне, нефрологічне, пульмонологічне, хірургічне, урологічне, неврологічне, міський гастроентерологічний центр та відділення анестезіології та інтенсивної терапії, є поліклініка для дорослих та дитяча поліклініка. Лікарня є клінічною базою Львівського національного медичного університету імені Данила Галицького, науково-дослідного інституту патології крові та трансфузійної медицини і Львівського державного медичного коледжу.
Львівська обласна клінічна психіатрична лікарня розташована на вулиці Кульпарківській, 95 і є одним з найстаріших лікувальних закладів міста — у 1870 році на цьому ж місці було розпочато будівництво «Дому для божевільних», а її будівництво завершилось у 1875 році. На початку тут утримували лише хворих, однак з розвитком психіатрії, у міжвоєнні часи тут розпочали і лікарську практику. Упродовж своєї історії, лікарня неодноразово міняла свою назву, сучасна — з 2006 року. Також упродовж історії лікарні тут з'являлись або закривались певні відділення, також багато років вона мала своє підсобне господарство.
На вулиці Кульпарківській, 35 є ще одна велика медична установа Львівський обласний державний клінічний лікувально-діагностичний кардіологічний центр. Кардіоцентр було створено у 1995 році, у ньому є чотири стаціонарні відділення на 220 ліжок, зокрема 60 ліжок інфарктного відділення. Клініка користає низку передових медичних технологій, особливо активно вона працює над проблемою лікування інфаркту міокарду.
На вулиці Котляревського, 53-а розташовано перший в Україні та єдиний у Львівській області госпіс — комунальну міську лікарню основне призначення якої — догляд за невиліковно хворими. Ідея створення госпісу була закладена до програми «Українського милосердя і здоров'я» ще в 1989 році. Ним зацікавилася допомогова служба Мальтійського ордену, яка подарувала Львову частину лікарняного обладнання. Завдяки розумінню і сприянню міської адміністрації, був виділений будинок колишньої дитячої лікарні, в якому зробили капітальний ремонт, із метою створення максимально комфортних умов для важкої категорії хворих. Сам госпіс було відкрито у березні 1997 року. Він розрахований на стаціонар 30 ліжок. Його завданням є створення оптимальної якості життя в умовах важкої хвороби, полегшення безмежних страждань людини, її болю. КЛМЛ «Хоспіс» діє на підставі Статуту лікарні та Ліцензії на медичну практику.
Окрім того на території Франківського району розташовані: Львівська обласна лікарня позалегеневих форм туберкульозу, обласний лікарсько-фізкультурний диспансер, обласний шкірвенерологічний диспансер. Також є ряд поліклінік — поліклінічні відділення 3-ї, 5-ї та 10-ї міських лікарень, поліклініка психіатричної лікарні, низка дитячих поліклінік, найбільшою поліклінікою в районі є 2- га міська поліклініка, яка розташована на вулиці Симоненка.

## Парки
Франківський район має декілька невеликих парків — як у старій частині району, так і в новій. На перехресті вулиць Наукової та Стрийської розташований невеликий парк, площею 5,8 га, який називається «Боднарівка» — саме так називається і ця частина Львова. Парк було закладено у 60-х роках минулого століття під назвою «50-річчя Жовтня». У 70-х роках минулого століття тут було встановлено списаний літак Ан-10 в якому розташовувався кінотеатр «Літак». У 2010–2011 році було зроблено реконструкцію парку — зроблено освітлення, встановлено лавочки, дитячий майданчик. Прикрасою паркою є церква великомучеників Бориса і Гліба, яка належить до Львівської єпархії УАПЦ.
Найбільшим парком у Франківському районі є «Горіховий гай», однак проблема в тому, що він не є суцільним масивом — приблизно посередині його розділяє майже навпіл залізниця Львів-Чернівці. 12 квітня 2009 року ЛМР своєю ухвалою затвердила межі парку «Горіховий гай» — 35,8631 га, при цьому вони складаються із трьох ділянок площею 2,427 га, 15,2624 га та 18,1737 га.

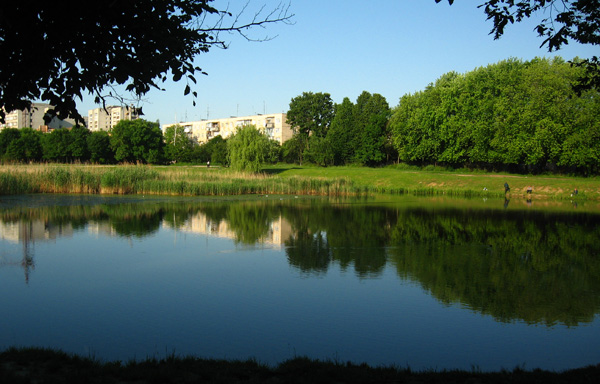
Озеро в «Горіховому гаю»

«Горіховий гай» розпочинається навпроти будинку Податкової адміністрації, біля студентських гуртожитків «Львівської політехніки» і далі від вулиці Сахарова, вздовж вулиці Бойківської і до житлової забудови вулиць Володимира Великого та Княгині Ольги. На території парку розташовано два озера, щоправда, одне з них висихає, а також Олеська долина, де починається потік Вулька (притока Полтви). Також, на території парку є кінотеатр «Сокіл» (колишнє «Орлятко»). Парк перебуває у критичному стані і є сильно засміченим. Назва парку походить від численних горіхів, які тут ростуть.
Ще один парк у старій частині Франківського району — Студентський парк, назва якого походить від розташованих поруч студентських гуртожитків НУ «Львівська політехніка» — парк розташований на схилах Вулецьких пагорбів між вулицями Бой-Желенського та Сахарова. Загальна площа зеленої зони — 15 гектарів, однак у межах парку лише 6 гектарів. Парк відомий тим, що саме тут, у липні 1941 року, нацистами було розстріляно львівських професорів — у пам'ять про це тут встановлено знак.
Стара частина Франківського району багата на зелені зони, одна з них — Ботанічний сад Національного лісотехнічного університету України. Він був заснований у 1954 році як дендропарк. 22 лютого 1991 року постановою КМУ, дендропарку надано статус Державного ботанічного саду. Усього, тут росте 200 сортів дерев та чагарників, він входить до міжнародного союзу Ботанічних садів. Його площа — 10,8 гектарів. На території самого дендропарку збереглося старе дерево ясена звичайного, вік якого оцінюється в 180 років. Ці «залишки» колишніх лісів дають можливість зробити висновки, що в районі розміщення дендрарію, природній ландшафт в минулому формували букові чи дубово-букові ліси по обидва боки від потоку, який тік від Пелчинських ставків, що були біля нинішнього Парку культури. Ботанічний сад, окрім навчальної мети, слугує для забезпечення акліматизації та введення в культуру рідкісних, цінних або рослин на межі зникнення. У 1995 році, рішенням Львівської міської ради Ботанічному саду до постійного користування було передано земельну ділянку площею 3,35 га, де зараз функціонує розсадник деревно-чагарникових рослин.
Недалеко від Ботанічного саду лісотехнічного університету є парк «Піскові озера». Він розташований на вулиці Гординських, у місцевості престижної забудови На Байках. Загальна площа парку — 5,8 гектарів, у його центрі перебувають два невеличких ставки, з'єднані між собою — Піщані озера, їхня площа — 2,4 гектари. Парк відіграє значну рекреаційну роль. Сам парк облаштований у 1960-ті роки на місці колишніх піщаних кар'єрів, власне звідси і його назва. У радянські часи парк та озера називали Алтайськими — від радянської назви вулиці Гординського. Сучасну назву парк отримав на початку 1990-х років минулого століття.
Урешті, наприкінці вулиці Коновальця розташований невеликий Кульпарківський сквер, який заклали у 1950-х роках. Спершу він називався Парк геологів.

## Водойми
У Франківському районі розташовано декілька невеликих ставків, значна частина з них наявні у парках.
Піскові Озера розташовані в однойменному парку, між вулицями Коновальця та Чупринки у м. Львові. Штучного походження. Складаються з двох самостійних частин: північної й південної, що сполучені між собою штучною протокою. Північне озеро має довжину 180 м, ширину 50 м. Глибина озера до 1,5 м. Південне озеро штучного походження. Довжина озера 150 м ширина 100 м глибина до 1,5 м. Площа озер 2,4 га. Утім, за даними дослідника Львова, Ірини Котлобулатової, у цій частині вулиці Коновальця був ставок Франца, названий на честь власника цих земель Юзефа Франца — ця територія так і називалась Францівка. Власне, на місці цих ставів і утворилися сучасні Піскові озера.
Два невеликих ставки розташовані на початку вулиці Володимира Великого — за адресою Володимира Великого 2 площею 0,89 га та Володимира Великого, 14 площею 1,91 га. Ставки не мають власної назви.
Невеликий ставок є на перехресті Наукової-Стрийської, в якому водяться карасі, щуки, окуні.
Два озера в парку «Горіховий гай» перебувають у загрозливому стані, одне з них повільно висихає, тому й втрачають своє значення як рекреаційні. Водночас ситуацією перейнялись екологічні організації, які ініціюють акції з очищення прибережної території.
У набагато кращому стані невелике озеро між вулицями Симоненка-Володимира Великого та Науковою — хоча і ставок перебуває між щільною забудовою. Він є центром відпочинкової зони у цьому мікрорайоні, в озері навіть плаває пара лебедів.
З джерел поблизу вулиці Володимира Великого починається одна з приток Полтви — Вулецький потік. Далі він тече під вулицею Сахарова та повертає на вулицю Вітовського. На початку вулиці Стрийської він з'єднується із річкою Залізна Вода та утворює річку Сороку, яка біля проспекту Шевченка вливається до Полтви. Щоправда, усі ці річки є під землею. Свого часу Вулецький потік був повноводним та утворював на своєму шляху декілька ставів, з них до наших часів зберігся тільки один — на його місці облаштовано спортивний комплекс «Медик».

## Транспорт

### Залізничний транспорт
Хоча територією Франківського району проходить залізнична лінія Львів-Чернівці, на території району розташовано лише зупинковий пункт «Вулиця Коновальця», де зупиняються окремі дизель-поїзди Ходорівського напрямку. Сам зупинковий пункт було збудовано у 1994 році, коли у Львові здійснили першу спробу запустити міський електропотяг Львів-Сихів. Тоді ж було електрифіковану цю частину залізничного шляху.
Другу спробу запровадити міський електропотяг було здійснено у грудні 2009 року, коли у Львові почав курсувати міський рейковий електропотяг Сихів-Підзамче. Однак за словами дослідника Львова Ігоря Мельника, наявність поблизу зупинкового пункту маленького будиночка свідчить, що зупинка потягів була тут іще на початку XX століття.

### Автостанції
На території Франківського району немає автостанцій приміського чи далекого сполучення.

### Автобуси, маршрутні таксі
Франківський район має добре розвинуту мережу ліній маршрутних таксі, яка є частиною загальнольвівської транспортної мережі. Усі основні вулиці та об'єкти району мають транспортне сполучення з іншими частинами міста.

### Трамваї
Перша трамвайна колія була прокладена у 1895 році по тодішній вулиці Леона Сапеги (Степана Бандери), а вже у 1907 році трамвайна колія пройшла вулицями Крижовою (Чупринки) та 29 листопада (Коновальця). Ще одна трамвайна лінія з'явилась у 1931 році на вулиці На Байках (Київська). Хоча у довоєнному Львові була добре розвинута трамвайна мережа, однак на території Франківського району вона розвинулась уже в повоєнні роки. У 1952 році в сучасній конфігурації з'явився трамвай N2. Наступним етапом у розвиткові трамвайної мережі став 1988 рік — тоді трамвайна колія була прокладена вулицями Сахарова та Княгині Ольги — відтоді транспортне сполучення значної частини Франківського району з центром міста здійснюється за допомогою трамвайного маршруту N3. У 1989 році його доповнив трамвай N5, який з'єднує вулиці Наукову—Княгині Ольги із вулицею Замарстинівською.

### Тролейбуси
Для Франківського району притаманна добре розвинута тролейбусна мережа, яку тут почали розбудовувати ще у 1955 році — тоді тролейбусний маршрут N4 з'єднав автобусний завод через вулицю Стрийську із площею Міцкевича, а тролейбусний маршрут N5 з'єднав 7-й кілометр вулиці Стрийської із тою таки ж площею Міцкевича. Утім, визначальним для розвитку тролейбусної мережі став 1966 рік — тоді на вулиці Тролейбусній було збудовано тролейбусне депо — воно там є й досі. Також, того року було відкрито тролейбусний маршрут N9, який з'єднав центр через вулицю Тургенєва (Героїв УПА) з Окружною. Уже в 1972 році тролейбусна мережа з'явилась на вулиці Артема (Володимира Великого), якою почав курсувати тролейбус N3. У 1980 році з'явилася ще одна тролейбусна лінія по вулиці Кульпарківській, до Наукової. У 2012 році цю тролейбусну лінію було продовжено майже по всій вулиці Науковій — до перехрестя з вулицею Академіка Підстригача.

## Ринки й торгівля

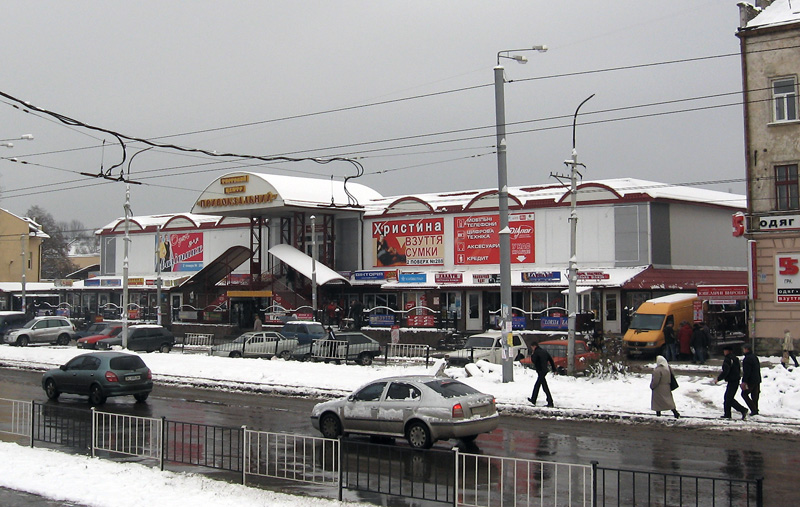
Вигляд на Привокзальний ринок з вулиці Городоцької

У Франківському районі представлено всі основні торговельні мережі — як продуктовими товарами, так і мережі побутової техніки, різноманітних споживчих товарів, які працюють у Львові. Так само в районі добре розвинута торговельна мережа невеликих та середніх крамниць. Водночас, у районі є декілька місць, де концентруються торговельні мережі. Перша з них — привокзальна частина району. Саме тут є третій за розмірами продуктово-речовий ринок міста — Привокзальний. Він займає окремий квартал обмежений вулицями Городоцькою, Сокальською, Федьковича та Алли Горської. Також частина торговельних рядів наявна на площі Липневій. Ринок розташовано на місці ліквідованого у 1930-х роках минулого століття Городецького кладовища. Площа ринку становить 1,7 гектари. Окрім того поруч розташовано торговельний комплекс загальною площею 10 670 метрів квадратних. Ринок має надзвичайно вдале розташування, адже розташований навпроти приміського залізничного вокзалу та недалеко від Головного залізничного вокзалу.
Поруч із Привокзальним ринком наявний торговельний центр «Скриня» який було відкрито у липні 2006 року. Це 4-поверхова будівля загальною площею 8300 м² та торговельною 5900 м² де проводиться торгівля різноманітними промисловими товарами.
Ще одним великим торговельним центром району є універмаг «Львів», який розташований на вулиці Володимира Великого. Серед львів'ян він відомий також під неофіційною назвою «Новий ЦУМ». Його було збудовано наприкінці 80-х років минулого століття і на свій час, він був найбільшим універсальним магазином в Україні. Поруч з універмагом розташовано міні-ринок «Провесінь», за адресою вул. Княгині Ольги, 112.
Ще одним місцем зосередження торговельних мереж є середня частина вулиці Наукової, де перебуває низка великих супермаркетів як продовольчої групи, так і супермаркетів побутової техніки та електроніки.
На вулиці Кульпарківській, 226 А споруджено найбільший у Західній Україні торгово-розважальний комплекс «Victoria Gardens». Це триповерхова будівля з проміжним ярусом між другим і третім поверхами, обладнаним під офісні приміщення. Загальна площа торгово-розважального центру складає 102 000 м². Відкрився він 29 жовтня 2016 року.

## Промисловість
Франківський район у значній мірі оминула повоєнна індустріалізація — одразу після війни тут не проводилися великі будівельні роботи. Попри це в районі є декілька великих підприємств, які визначають промислове обличчя міста. Щоправда, значна частина колишніх радянських підприємств так і не зуміла пристосуватися до ринкових умов, тож вони або взагалі збанкрутували, або ледь-ледь животіють.
Одним з великих підприємств, яким вдалось пережити економічну кризу 90-х років минулого століття є Львівський каменеобробний завод «Каменяр», який розташований за адресою вулиця Стрийська, 108.
Також на вулиці Стрийській, 202 є НВП «Карат».
Одне з не багатьох державних підприємств у місті — ДП «Львівприлад», розташоване за адресою вулиця Стрийська, 48. Підприємство було засновано у 1945 році і зараз воно є головним виробником в Україні та в країнах СНД приладів контролю, автоматичного регулювання, вимірювання та реєстрації різних фізичних величин. Підприємство займає площу 5,46 гектарів, з них будівлі — 3,6 гектари, загальна чисельність працівників — 1600 чоловік.
На вулиці Науковій, 3 розташовані корпуси ПАТ НВО «Термоприлад». Підприємство було створене у 1956 році, це було перше підприємство в СРСР, яке фактично з нуля створило та розвивало школу вітчизняної промислової термометрії. За часів незалежності України, підприємство продовжило випуск промислових термометрів, окрім того розпочало випуск приладів обліку тепла, вимірювання та регулювання вологості повітря. Технологічні можливості підприємства дозволяють виробляти прилади для контролю температури від мінус 271 до плюс 4000 градусів.
Одним з найбільших підприємств району є Львівський ювелірний завод. Окрім того, в районі є ще декілька підприємств, частина з них, як ВАТ «Львівсільмаш», «Кінескоп» фактично є втраченими.

## Інформаційні технології
У 2009 році KPMG, одна з найвідоміших міжнародних аудиторських компаній, внесла Львів до списку 30 найпотенціальніших міст світу з розвитку інформаційних технологій. У Франківському районі розміщені офісні будівлі IT-компаній, як-от: SoftServe, з офісом на вулиці Володимира Великого, 52 та компактно розміщеними чотирма офісами на вулицях Героїв УПА, Пастернака та Федьковича, ELEKS на вулиці Науковій, 7г, Ostware Services на вулиці Науковій, 7б, GlobalLogic на вулиці Федьковича, 60 та інші.

## Галерея

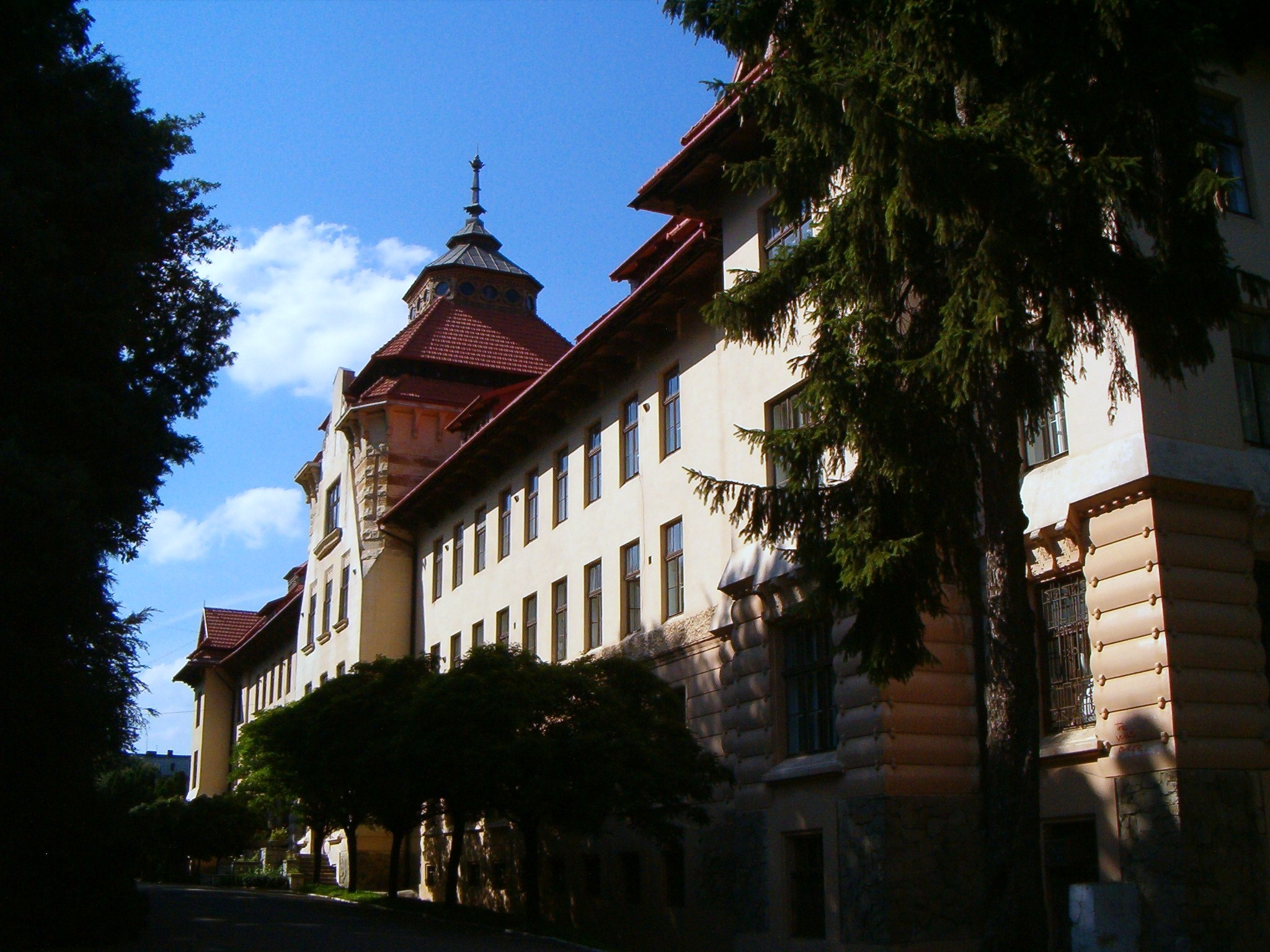
Адмін. корпус НЛТУУ на вул. Чупринки, 103; арх. І. Левинський
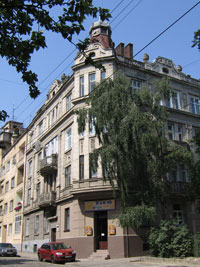
Житловий будинок на вул. Чупринки, 60; арх. І. Левинський
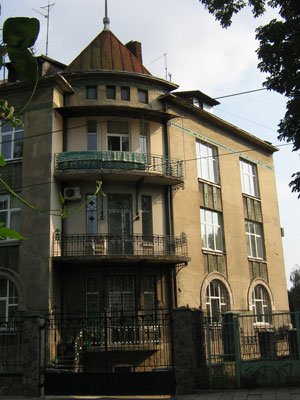
Житловий будинок на вул. Котляревського, 25; арх. І. Левинський
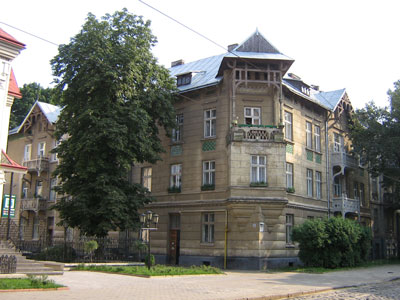
Житловий будинок на вул. Чупринки, 11-а; арх. І. Левинський
Церква святого Климентія Папи Римського, вул. Чупринки, 70
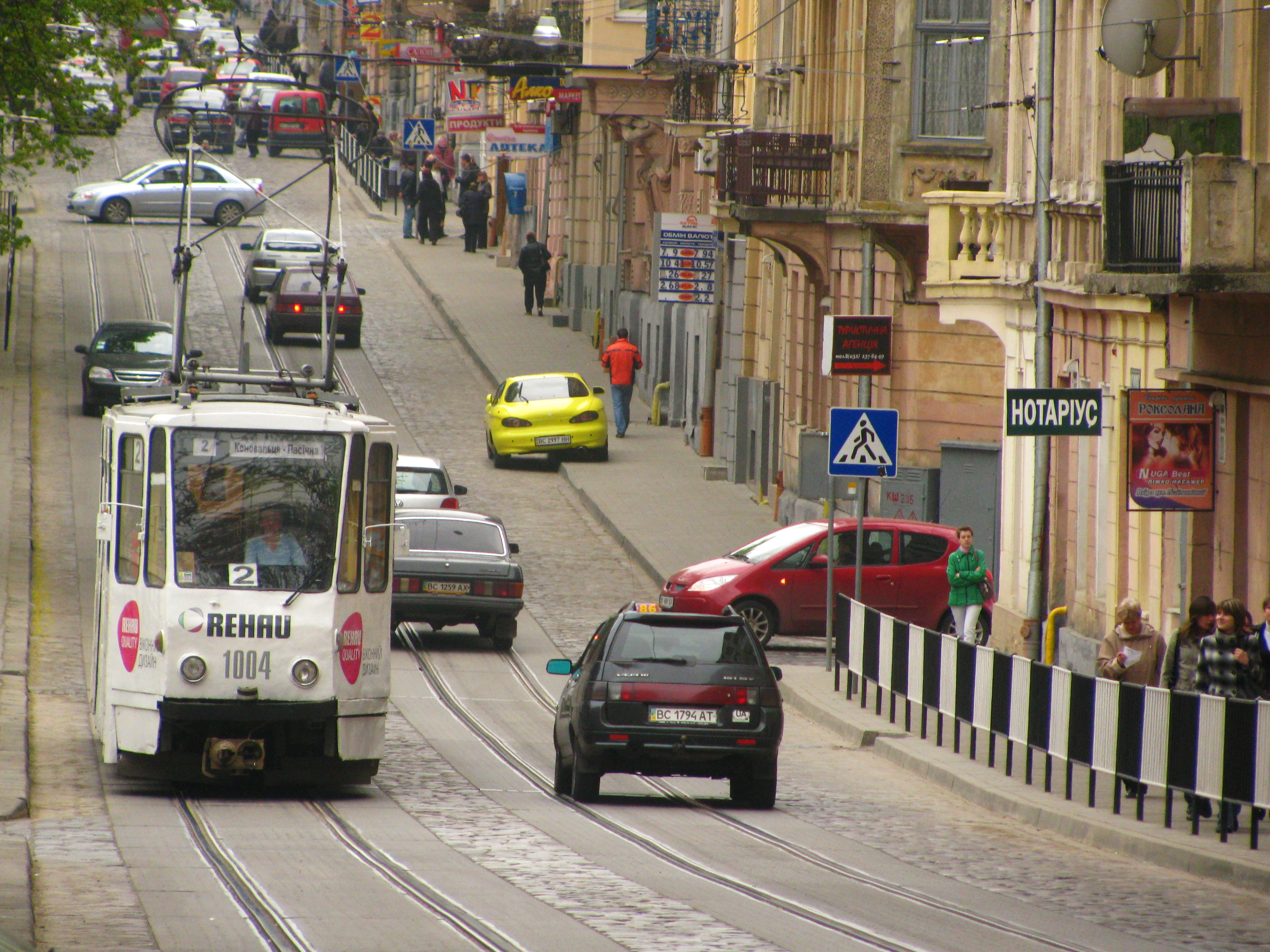
Вулиця Генерала Чупринки
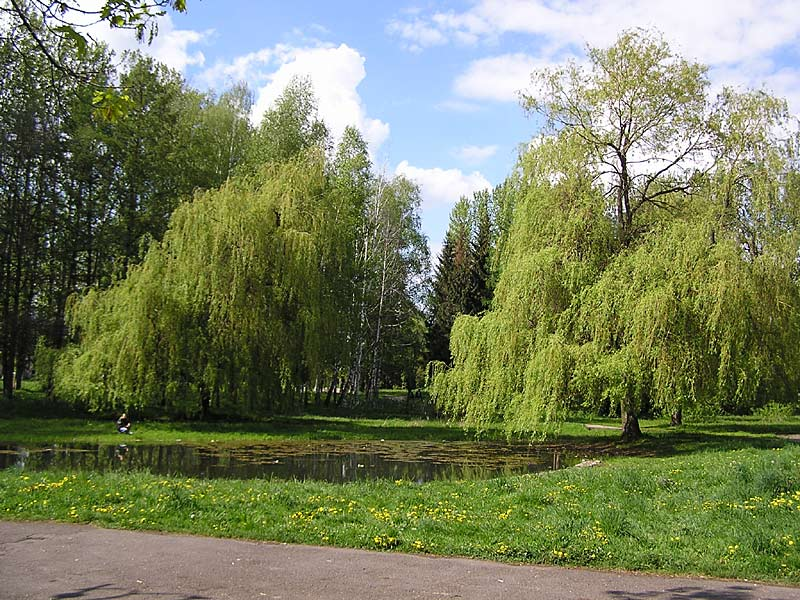
Парк Боднарівка